# Centre de soins, d'accompagnement et de prévention en addictologie
En France, un centre de soins, d'accompagnement et de prévention en addictologie (CSAPA) est une structure ayant pour mission d'assurer les actions de prévention et de soins aux personnes atteintes d'addiction à des produits (drogues, alcool) ou des comportements (jeux, sexe, troubles alimentaires...).
Les centres de soins, d'accompagnement et de prévention en addictologie regroupent les anciens centres spécialisés de soins aux toxicomanes (CSST) et les anciens centres de cure ambulatoire en alcoologie (CCAA). 
Les CSST étaient des structures ayant pour mission d'assurer les actions de prévention et de soins aux toxicomanes, mentionnées à l'article 3 de la loi du 31 décembre 1970, aujourd'hui article L. 3411-1 du Code de la santé publique.
En 2003, le statut des CSST a changé, les faisant passer du dispositif d'exception, fondé sur un système conventionnel financé par l'État (et de façon complémentaire par la MILDT et des collectivités locales), au droit commun des institutions médicosociales, financé par l'assurance maladie (enveloppe médico-sociale de l’ONDAM). 
Il existe 201 CSST à orientation ambulatoire, associatifs ou publics, 47 CSST associatifs avec hébergement, et 16 CSST en milieu carcéral, assurant la prise en charge d'environ 70 000 personnes
La liste des centres spécialisés de soins pour toxicomanes est publiée chaque année au bulletin des actes administratifs de la préfecture du département dans lequel le centre se situe.

## Mission de dépistage
Selon le code de la santé publique, les CSAPA  peuvent déployer des actions de prévention, de soin et de dépistage. En particulier, les dépistages du VIH et des Hépatites. Ces dépistages, notamment les TROD, peuvent être réalisés de manière anonyme et gratuite (Article L3411-4).